# مسجد السلطان سوريان شاه
مسجد السلطان سوريان شاه هو أقدم مسجد في كليمنتان الجنوبية في إندونيسيا.

## البناء
بني المسجد قبل أكثر من 300 عاما في عهد السلطان سوريان شاه (1526 - 1550)، أول سلاطين سلطنة بنجر يعتنق الإسلام، يقع المسجد في قرية كوين اوتارا في بنجرماسين، يقع المسجد بالقرب من موقع مجمع القصر (كامبونج كراتون)، قبل أن كان يباد من قبل الاستعمار الهولندي .

## العمارة
يحوي مسجد السلطان سوريان شاه على طبقات متعدده من السقف، والتي تبين ماكان عليه البنيان في فترة ما قبل الإسلام في جنوب كاليمانتان، يعتبر المسجد فريد من نوعه بالنسبة إلى المساجد القديمة من بنجر، فالمحراب لديه سقف خاص به يفصله عن المبنى الرئيسي للمسجد .

## وصلات خارجية
- موقع المسجد على الخريطة